# Никола Канински
Никола Канински е югославски партизанин и деец на така наречената Народоосвободителна войска на Македония.

## Биография
Роден е на 18 януари 1914 година в село Канино. Завършва Битолската гимназия и от октомври 1933 година следва право в Белградския университет, където става член на Югославската комунистическа партия през 1936 година. След завършването си се връща в Битоля. По време на българското управление в областта Канински е неколкократно арестуван. Включва се в партизанското движение на 6 септември 1942 година. Организатор и командир е на Битолския партизански отряд „Гоце Делчев“. Политически комисар е на Втори батальон на трета оперативна зона на НОВ и ПОМ. Избран е за делегат на Второто заседание на АВНОЮ и на първото заседание на АСНОМ, но умира при тестване на минохвъргачка на 22 юли 1944 край село Буринец, докато е в състава на Първа македонско-косовска ударна бригада.